# 尼古拉·戈利岑

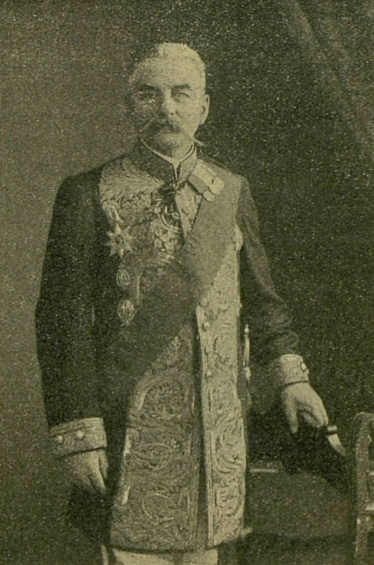
尼古拉·戈利岑大公 (1912年)

尼古拉·德米特里耶维奇·戈利岑大公（俄語：Никола́й Дми́триевич Γоли́цын，1850年4月12日—1925年7月2日），是俄罗斯贵族、政治家和君主主义者。戈利岑大公在1917年1月20日至3月12日间成为末代帝国总理，二月革命爆发后辞职。之后他仍然留在莫斯科，直到1925年被苏维埃政府逮捕并处决。